# Santa Maria de Sarroca
Santa Maria de Sarroca és una església amb elements gòtics i renaixentistes de Sarroca de Lleida (Segrià) inclosa a l'Inventari del Patrimoni Arquitectònic de Catalunya.

## Descripció
Església de petites dimensions, d'època de transició del romànic al gòtic amb arcs ogivals, absis octogonal nervat i contraforts, encara que manté el volum i manca de llum pròpia del romànic.
L'església té una nau amb volta ogival poc assenyalada. A cada costat hi ha tres capelles de volta d'aresta gòtica. El campanar és una espadanya tocant l'absis. Hi ha medallons clàssics amb les armes de la família Sant Climent.

## Història
Al segle xvii es fa una rica porta, una de les rares mostres del Plateresc a Lleida. Els anys 1913-14 s'arranjà la teulada amb una terrassa de rajoles i s'aixecaren més les parets laterals.